# کاتیا فرنتسل
کاتیا فرنتسل (آلمانی: Katja Frenzel؛ زادهٔ ۱۷ مهٔ ۱۹۷۴) بازیگر اهل کشور آلمان است. از فیلم‌هایی که وی بازی کرده‌است می‌توان به پزشک زنان دکتر مارکوس مرتین اشاره کرد.